# Run Away Child, Running Wild
"Run Away Child, Running Wild" is de tweede succesvolle single van het album "Cloud Nine" van de Amerikaanse soul groep The Temptations. Het was eveneens de tweede psychedelic soul nummer van de groep, na het titelnummer van hetzelfde album "Cloud Nine". Het nummer werd geschreven door producer Norman Whitfield en tekstschrijver Barrett Strong.
Net als bij zijn voorganger, "Cloud Nine", zingen alle leden van de groep lead op "Run Away Child, Running Wild". Het meest vaak te horen zijn Dennis Edwards en Paul Williams. Voordat er gezongen wordt, heeft het nummer eerst een redelijk lang instrumentaal intro. Op de singleversie vindt er in het nummer rond vier minuten en 45 seconden een fade-out plaats en eindigt het nummer dus. De albumversie gaat daarentegen nog door totdat de negen minuten en 38 seconden bereikt zijn. Het gedeelte wat wel op het album maar niet op de single staat is overigens alleen instrumentaal met aan het begin van dat gedeelte een huilend kind dat om zijn moeder schreeuwt.
Zo als de titel al doet vermoeden gaat "Run Away Child, Running Wild" over een kind dat weggelopen is van huis. Het nummer vertelt dat zijn moeder alleen maar het beste met hem voor had, maar dat hij niet wilde luisteren. Omdat het kind zijn zin wilde krijgen is hij maar van huis weggelopen, maar nou is hij verdwaald en ziet hij niemand meer die hem bekend is. Daarom begint hij te huilen om zijn moeder, maar de tekst vertelt hem dat het zijn eigen schuld is en dat hij maar niet weg had moeten lopen.
"Run Away Child, Running Wild" was een populair nummer en is meermaals gecoverd. Een van de artiesten die het nummer coverde was Earl Van Dyke samen met The Funk Brothers. Hij vond persoonlijk "Run Away Child, Running Wild" een van de leukste nummers. Zijn versie bereikte de #114 notering op de poplijst van de Verenigde Staten in mei van het jaar 1969. Naast dat het nummer gecoverd werd, voerden The Temptations het nummer ook uit tijdens televisieshows als The Ed Sullivan Show en hun eigen The Temptations Show.

## Bezetting
- Lead: Dennis Edwards, Paul Williams, Melvin Franklin, Otis Williams en Eddie Kendricks
- Achtergrond: Paul Williams, Melvin Franklin, Eddie Kendricks, Otis Williams en Dennis Edwards
- Instrumentatie: The Funk Brothers
- Schrijvers: Norman Whitfield en Barrett Strong
- Producer: Norman Whitfield